# Illot de ses Roquetes
L'illot de ses Roquetes, també anomenat escull d'es Carbó o simplement s'illot és un petit illot, o escull, del litoral de Ses Salines situat a pocs metres i davant de la platja del Carbó o de les Roquetes. És un illot sense gairebé vegetació de dimensions reduïdes, no supera les 0.7 hectàrees de superfície i només sobresurt 70 cm de la mar. Tot i les reduïdes dimensions hi viuen alguns exemplar d'ensopeguera (planta del gènere Limonium).